# درنل ماسکال
درنل ماسکال (انگلیسی: Dernelle Mascall؛ زادهٔ ۲۰ اکتبر ۱۹۸۸) بازیکن فوتبال اهل ترینیداد و توباگو است.
وی همچنین در تیم ملی فوتبال Trinidad and Tobago بازی کرده‌است.